# Convolvulus steudneri
Convolvulus steudneri är en vindeväxtart som beskrevs av Adolf Engler. Convolvulus steudneri ingår i släktet vindor, och familjen vindeväxter. Inga underarter finns listade i Catalogue of Life.